# 亨利·威滕伯格
亨利·威滕伯格（英語：Henry Wittenberg，1918年9月18日—2010年3月9日），美国男子摔跤运动员，主攻自由式。他曾代表美国参加1948年和1952年夏季奥林匹克运动会摔跤比赛，获得一枚金牌和一枚银牌。